# Junio Cuarto Paladio
Flavio Junio Cuarto Paladio (en latín, Flavius Junius Quartus Palladius; floruit 408-421) fue un político del Imperio Romano de Occidente, que ocupó la Prefectura del pretorio de Italia, Iliria y África durante seis años y también fue cónsul en 416.

## Vida
Paladio proviene de una familia noble que dio varios altos oficiales a la administración imperial. Se sabe que tuvo un hermano, que colocó una estatua en su honor cerca de su casa en el Monte Aventino; la inscripción en la base da la carrera de Paladio en detalle. Al principio de su carrera fue cuestor y pretor candidatus, notarius et tribunus en la corte imperial, y Comes sacrarum largitionum (probablemente en 408/409, si se lo identifica con el Paladio que estaba en Roma en el momento de Primer asedio de Alarico).
En 416 Paladio fue nombrado cónsul posterior, con el emperador oriental Teodosio II como colega. Ese mismo año comenzó (el 7 de enero de 416) su mandato como prefecto del pretorio de Italia, Iliria y África, cargo que ocupó durante seis años (al menos hasta el 28 de julio de 421, pero su primer posible sucesor está atestiguado solo en 422). Durante este período (30 de abril de 418) recibió una ley de Honorio, según la cual debía expulsar a los Pelagianos de Roma; más tarde él y los otros prefectos (Monaxio y Agricola) emitieron una ley pretoriana contra los pelagianos.
Probablemente se lo debe identificar con el tribunus et notarius que estaba en Roma en 408, durante el primer asedio de Alarico. En esta ocasión, Paladio debió reunir entre los aristócratas romanos las joyas necesarias para pagar el tributo de Alarico, pero no pudo obtener lo suficiente y se vio obligado a proceder a la expoliación de las decoraciones de los templos paganos de la ciudad.
En cuatro ocasiones fue nombrado enviado por el Senado romano.